# Ariel Basteiro
Sergio Ariel Basteiro (Argentina; 23 de septiembre de 1960) es un político y sindicalista miembro del Partido Frente Grande desde 2015. Fue el embajador de Argentina en Bolivia desde julio de 2012 hasta diciembre de 2015 durante el Gobierno de Cristina Fernández de Kirchner .Desde enero de 2020 hasta abril de 2021 se desempeñó como Presidente del Astillero Río Santiago habiendo renunciado al cargo de diputado del Parlasur. En abril de 2021 fue nuevamente designado como embajador de Argentina en Bolivia hasta diciembre de 2023 en el Gobierno de Alberto Fernández
Participa en calidad de Coordinador de la Comisión de integración Regional del Instituto Patria. Es Secretario de Relaciones Internacionales de la Federación de Trabajadores de la Industria, Energía y Servicios de la Central de Trabajadores de la Argentina (FETIA-CTA). Reconocido simpatizante del Club Atletico Vélez Sarsfield, fue integrante de su comisión directiva entre el año 2017 y 2020 siendo el presidente del Departamento de Basquet de dicha institución.

## Biografía

### Comienzos
Comenzó su militancia política en el Partido Socialista a los 18 años. Pasó por varios cargos, entre otros Secretario General de la Juventud, Secretario Gremial Nacional y Secretario General de la Provincia de Buenos Aires (ante la licencia de Jorge Rivas) hasta llegar a integrar el Comité Ejecutivo Nacional del partido y su mesa de conducción. 
En el plano sindical, comenzó su militancia en 1980. Tras pasar por varios cargos dentro de la Asociación de Personal Aeronáutico (APA), en 1996 asumió como Secretario General, cargo que ocupó hasta diciembre de 2004, tras ser reelecto en el año 2000.
Es miembro fundador de la Central de Trabajadores de la Argentina (CTA) e integró la Mesa Directiva en calidad de Secretario de Acción Social desde 1993 hasta 2005. En representación de esta Central concurrió al Foro Social Mundial y a la Organización Internacional del Trabajo (OIT) en el 2002, 2003 y 2004 como delegado de los trabajadores por Argentina.
Fue presidente de Aviación Civil de ITF Latinoamérica y Presidente del Foro Argentina de Transporte. Es autor de múltiples artículos en revistas y diarios especializados en el sector; y del libro "Por la recuperación del principio protectorio del derecho del trabajo", junto a Margarita Stolbizer en  2005. 

### Diputado de la Nación (2001-2005, 2007-2011)
En 2001 asumió como Diputado de la Nación por la provincia de Buenos Aires con mandato hasta 2005. En el 2007 volvió a ingresar a la Cámara de Diputado de la Nación, cargo que desarrolló hasta el 2011.
En 2005 Basteiro decidió acompañar el proyecto político del presidente Néstor Kirchner, y junto a Jorge Rivas encabezaron el alejamiento en masa del Partido Socialista de Buenos Aires, cuyos militantes pasaron a conformar una nueva fuerza política, el Encuentro Socialista. Presentó varios proyectos de ley durante ese período, entre ellos, habilitar en el ámbito de la Cámara un espacio reservado de carácter multirreligioso al que puedan acceder sus miembros para satisfacer sus necesidades espirituales, proyecto de ley contra extranjerizacion de la tierra, estatizacion de los Ferrocarriles, ley de Fomento a la industria naval, proyecto de ley sobre provincia 25,derecho a q residentes Argentinos en el exterior tengan representación en diputado como un distrito electoral más. 
Finalizado su mandato como diputado nacional, retornó a su histórico puesto laboral en el Aeropuerto de Ezeiza. 
En 2007 asumió como Director de Aerolíneas Argentinas en representación del Estado, hasta diciembre del mismo año, momento en que volvió a asumir el cargo de Diputado Nacional por la Provincia de Buenos Aires.
Presentó la ley 26529 que establece derecho del paciente, historia clínica y consentimiento informado y sobre muerte digna y cuidados paliativos integrales, en ese nuevo período parlamentario, integró la comisión de seguimientos a las privatizaciones, desde allí impulso y se pudo convertir en Ley la estatizacion de Aerolíneas Argentinas, como presidente del Bloque encuentro social conformado con las Diputadas Cecilia Marchan, Victoria Donda y Vilma Ibarra y el diputado Jorge Rivas presentaron el proyecto de ley que fue posteriormente aprobado conocido como Matrimonio Igualitario, también cofirmante en el proyecto de  identidad de genero. En 2011 se reunió con Pilar Pin Vega, directora General de la Ciudadanía Españala en el Exterior, para discutir acerca de la política de migraciones de ambos países, en la sede de la Secretaría de Migraciones en Madrid.

### Embajador de Argentina en Bolivia (2012-2015)
Entre julio de 2012 y diciembre de 2015 Basteiro fue nombrado por la Presidenta Cristina Fernández de Kirchner como Embajador de la República Argentina en el Estado Plurinacional de Bolivia. Durante ese periodo su labor se concentró en mejorar las relaciones bilaterales entre ambos países hermanos.
El 26 de noviembre de 2015 fue condecorado con el “Cóndor de los Andes” en el Grado de Gran Cruz al término de su misión diplomática en Bolivia, en reconocimiento a su aporte al fortalecimiento de las relaciones de hermandad, amistad, solidaridad y cooperación entre ambos países.
Fue miembro de la Mesa directiva del Instituto de Estudio América Latina (IDEAL).

### Presidente del Astillero Río Santiago (2020 - 2021)
El 3 de enero de 2020 asumió como el nuevo presidente de Astillero Río Santiago uno de los astilleros de mayor actividad e importancia de Latinoamérica, fundado en 1953, durante la Presidencia de Juan Domingo Perón.

### Embajador de Argentina en Bolivia (desde 2021)
En 2021 fue nombrado por el Presidente Alberto Fernández como Embajador de la República Argentina en el Estado Plurinacional de Bolivia. Durante este período fue condecorado por el Gobierno del Presidente Luis Arce con  la Gran Cruz Mariscal  Andres de Santacruz, convirtiéndose en el único extranjero en recibir las dos condecoraciones más importantes q otorga el Estado Boliviano. 